# Kanton Castres-Ouest
Der Kanton Castres-Ouest war bis 2015 ein französischer Wahlkreis im Arrondissement Castres, im Département Tarn in der Region Midi-Pyrénées. Hauptort war Castres. Vertreter im Generalrat des Départements war zuletzt von 2008 bis 2015 Louis Cazals (PS).

## Gemeinden
Der Kanton bestand aus einem Teil der Stadt Castres (angegeben ist hier die Gesamteinwohnerzahl, im Kanton selbst lebten etwa 7.400 Einwohner der Stadt) und weiteren zwei Gemeinden:
| Gemeinde | Einwohner Jahr | Fläche km² | Bevölkerungsdichte | Code INSEE | Postleitzahl |
| -------- | -------------- | ---------- | ------------------ | ---------- | ------------ |
| Castres  | 41.636 (2013)  | –          | – Einw./km²        | 81065      | 81100        |
| Navès    | 681 (2013)     | 9,75       | 70 Einw./km²       | 81195      | 81710        |
| Saïx     | 3.339 (2013)   | 13,79      | 242 Einw./km²      | 81273      | 81710        |